# Sydiva versicolora
Sydiva versicolora là một loài bướm đêm trong họ Noctuidae.